# Басил Горгис
Басил Горгис Ханна (араб. باسل كوركيس حنا‎; 6 сентября 1961, Анкава) — иракский футболист ассирийского происхождения, выступавший на позиции полузащитника.
В составе сборной Ирака принимал участие в чемпионате мира 1986 года и Олимпийских играх 1988 года.

## Карьера

### Клубная
Начал карьеру в 1977 году в клубе «Аль-Саадун». В 1979 году перешёл в команду первого иракского дивизиона «Аль-Амана». Дольше всего играл за столичный клуб «Аль-Шабаб», в составе которого стал финалистом Кубка Ирака в сезоне 1989/90. Завершал карьеру в клубе «Аль-Талаба» в сезоне 1990/91.

### В сборной
За сборную Ирака выступал с 1981 по 1989 год. Принимал участие в чемпионате мира 1986 года, провёл на турнире два мачта, в игре со сборной Бельгии был удалён с поля. На Олимпийских играх 1988 года принял участие в двух матчах.
Со сборной Ирака Горгис побеждал в Кубках Персидского залива в 1984 и 1988 годах.